# Copperhead Strike
Copperhead Strike in Carowinds (Fort Mill, South Carolina, USA) ist eine Stahlachterbahn vom Modell Launch Coaster des Herstellers Mack Rides, die am 23. März 2019 eröffnet wurde.
Die 992,1 m lange Strecke erreicht eine Höhe von 25 m und verfügt über fünf Inversionen: eine Heartline-Roll, einen Looping, einen Korkenzieher, einen Cutback und einen weiteren Looping. Nach der Heartline-Roll werden die Züge mittels LSM-Abschuss innerhalb von 2,5 s von 0 auf 68 km/h beschleunigt. Auf der Strecke befindet sich außerdem ein zweiter LSM-Abschuss, der sich in etwa zwischen Korkenzieher und Cutback befindet und die Züge dabei innerhalb von 2 s von 56 auf 80 km/h beschleunigt. Das Besondere an diesem zweiten LSM-Abschuss ist, dass die Abschussstrecke nicht gerade ist, sondern sich über einen Airtime-Hügel erstreckt.

## Züge
Copperhead Strike besitzt drei Züge mit jeweils vier Wagen. In jedem Wagen können vier Personen (zwei Reihen à zwei Personen) Platz nehmen.